# Arctic Race of Norway 2013
De 1e editie van de Arctic Race of Norway werd verreden van 8 augustus tot en met 11 augustus 2013 in Nord-Norge, Noorwegen. De meerdaagse wielerkoers maakte deel uit van de UCI Europe Tour 2013.

## Deelnemers

### Belgen en Nederlanders
| Naam                | Rugnummer | Nationaliteit | Ploeg                       | Eindklassering |
| ------------------- | --------- | ------------- | --------------------------- | -------------- |
| Jetse Bol           | 22        | Nederland     | Belkin Pro Cycling          | 77e            |
| Rick Flens          | 23        | Nederland     | Belkin Pro Cycling          | DNF            |
| Moreno Hofland      | 24        | Nederland     | Belkin Pro Cycling          | 59e            |
| Sep Vanmarcke       | 26        | België        | Belkin Pro Cycling          | 39e            |
| Ramon Sinkeldam     | 31        | Nederland     | Argos-Shimano               | 83e            |
| Tom Stamsnijder     | 36        | Nederland     | Argos-Shimano               | 94e            |
| Kenny van Hummel    | 41        | Nederland     | Vacansoleil-DCM             | 2e             |
| Wesley Kreder       | 42        | Nederland     | Vacansoleil-DCM             | 60e            |
| Maurits Lammertink  | 43        | Nederland     | Vacansoleil-DCM             | 56e            |
| Barry Markus        | 44        | Nederland     | Vacansoleil-DCM             | 10e            |
| Wouter Mol          | 45        | Nederland     | Vacansoleil-DCM             | 86e            |
| Rob Ruijgh          | 46        | Nederland     | Vacansoleil-DCM             | 67e            |
| Edwig Cammaerts     | 62        | België        | Cofidis                     | 75e            |
| Jan Ghyselinck      | 63        | België        | Cofidis                     | 73e            |
| Louis Verhelst      | 66        | België        | Cofidis                     | DNF            |
| Steven Caethoven    | 81        | België        | Accent-Wanty                | 70e            |
| Davy Commeyne       | 82        | België        | Accent-Wanty                | 16e            |
| Thomas Degand       | 83        | België        | Accent-Wanty                | 21e            |
| Jérôme Gilbert      | 84        | België        | Accent-Wanty                | 82e            |
| Kevin Van Melsen    | 85        | België        | Accent-Wanty                | 25e            |
| Zico Waeytens       | 91        | België        | Topsport Vlaanderen-Baloise | 42e            |
| Jasper De Buyst     | 92        | België        | Topsport Vlaanderen-Baloise | 71e            |
| Sander Helven       | 93        | België        | Topsport Vlaanderen-Baloise | 33e            |
| Stijn Neirynck      | 94        | België        | Topsport Vlaanderen-Baloise | 30e            |
| Tom Van Asbroeck    | 95        | België        | Topsport Vlaanderen-Baloise | 6e             |
| Preben Van Hecke    | 96        | België        | Topsport Vlaanderen-Baloise | 20e            |
| Maxime Vantomme     | 101       | België        | Crelan-Euphony              | 8e             |
| Sébastien Delfosse  | 102       | België        | Crelan-Euphony              | 18e            |
| Gilles Devillers    | 103       | België        | Crelan-Euphony              | 24e            |
| Reinier Honig       | 104       | Nederland     | Crelan-Euphony              | 47e            |
| Baptiste Planckaert | 105       | België        | Crelan-Euphony              | 78e            |
| Klaas Sys           | 106       | België        | Crelan-Euphony              | 50e            |

### Nationale kampioenen
| Naam         | Rugnummer | Nationaliteit | Ploeg                            | Eindklassering |
| ------------ | --------- | ------------- | -------------------------------- | -------------- |
| Thor Hushovd | 1         | Noorwegen     | BMC Racing Team                  | 1e             |
| Zachary Bell | 112       | Canada        | Champion System Pro Cycling Team | 81e            |

## Etappe-overzicht
| Datum       | Etappe | Start-Finish          | Afstand in km | Type       | Winnaar          | Ploeg           | Klassementsleider |
| ----------- | ------ | --------------------- | ------------- | ---------- | ---------------- | --------------- | ----------------- |
| 8 augustus  | 1      | Bodø - Bodø           | 192,5         | Heuvelrit  | Kenny van Hummel | Vacansoleil-DCM | Kenny van Hummel  |
| 9 augustus  | 2      | Svolvær - Svolvær     | 156,5         | Vlakke rit | Thor Hushovd     | BMC Racing Team | Thor Hushovd      |
| 10 augustus | 3      | Svolvær - Stokmarknes | 201,5         | Vlakke rit | Nikias Arndt     | Argos-Shimano   | Kenny van Hummel  |
| 11 augustus | 4      | Sortland - Harstad    | 155           | Vlakke rit | Thor Hushovd     | BMC Racing Team | Thor Hushovd      |

## Etappe-uitslagen

### 1e etappe
De start van de eerste etappe vond plaats in provinciehoofdstad Bodø in Nordland. Het grootste deel van de rit voerde langs Noorse fjorden en onder andere de plaatsen Fauske, Rognan, Misvær en 's werelds grootste getijdestroom Saltstraumen. De finish was weer in Bodø.
De eerste etappe van deze wielerwedstrijd begon in een hoog tempo. Het Belkin-duo Sep Vanmarcke en thuisrijder Lars Petter Nordhaug vormden met nog vijfentwintig kilometer te gaan een razendsnelle kopgroep. Na vijftien kilometer bedroeg de voorsprong echter nog maar een halve minuut. Even later werden de twee definitief tot de orde geroepen door het peloton en begon er een massasprint. In de laatste twee kilometer probeerde de Duitser Paul Martens te ontsnappen. Hij viel echter stil, waarna Van Hummel de etappezege en daarmee ook de blauwe trui pakte. In de strijd om de tweede plaats won Barry Markus het van de Duitser Rüdiger Selig.
| Bodø - Bodø (192.5 km) |                      |                           |          |
| Plaats                 | Naam                 | Ploeg                     | Tijd     |
| Winnaar                | Kenny van Hummel     | Vacansoleil-DCM           | 4u23'45" |
| 2                      | Barry Markus         | Vacansoleil-DCM           | z.t.     |
| 3                      | Rüdiger Selig        | Team Katjoesja            | z.t.     |
| 4                      | Thor Hushovd         | BMC Racing Team           | z.t.     |
| 5                      | Jetse Bol            | Belkin Pro Cycling        | z.t.     |
| 6                      | Jonas Ahlstrand      | Argos-Shimano             | z.t.     |
| 7                      | Jo Kogstad Ringheim  | Team People4you-Unaas     | z.t.     |
| 8                      | Amund Grondal Jansen | Team Plussbank            | z.t.     |
| 9                      | Ralf Matzka          | Team NetApp-Endura        | z.t.     |
| 10                     | Jan Ghyselinck       | Cofidis Solutions Credits | z.t.     |

| Algemeen klassement |                     |                    |          |
| Plaats              | Naam                | Ploeg              | Tijd     |
| Blauwe trui         | Kenny van Hummel    | Vacansoleil-DCM    | 4u23'35" |
| 2                   | Barry Markus        | Vacansoleil-DCM    | +00'04"  |
| 3                   | Rüdiger Selig       | Team Katjoesja     | +00'06"  |
| 4                   | Sébastien Turgot    | Team Europcar      | z.t.     |
| 5                   | Thor Hushovd        | BMC Racing Team    | +7"      |
| 6                   | Sep Vanmarcke       | Belkin Pro Cycling | z.t.     |
| 7                   | Matthias Friedemann | Champion System    | +8"      |
| 8                   | Kevin Van Melsen    | Accent Jobs-Wanty  | z.t.     |
| 9                   | Jetse Bol           | Belkin Pro Cycling | +10"     |
| 10                  | Jonas Ahlstrand     | Argos-Shimano      | z.t.     |

### 2e etappe
De tweede etappe ging van Svolvær op de Lofoten langs de plaatsen Kabelvåg, Stamsund, Gravdal en Leknes, en ging via de noordzijde weer terug naar Svolvær. Deze omgeving is bekend om haar dramatische uiterlijk met hoge spitse bergtoppen en pittoreske vissersdorpjes. Ondanks de bergen op de eilandengroep verliep de etappe vrij vlak.
| Svolvær - Svolvær (156 km) |                    |                             |          |
| Plaats                     | Naam               | Ploeg                       | Tijd     |
| Winnaar                    | Thor Hushovd       | BMC Racing Team             | 3u38'09" |
| 2                          | Tom Van Asbroeck   | Topsport Vlaanderen-Baloise | z.t.     |
| 3                          | Marco Haller       | Katjoesja                   | z.t.     |
| 4                          | Kenny van Hummel   | Vacansoleil-DCM             | z.t.     |
| 5                          | Sondre Holst Enger | Team Plussbank              | z.t.     |
| 6                          | Jetse Bol          | Belkin Pro Cycling          | z.t.     |
| 7                          | Yannis Yssaad      | BigMat-Auber 93             | z.t.     |
| 8                          | Louis Verhelst     | Cofidis Solutions Credits   | z.t.     |
| 9                          | Ralf Matzka        | Team NetApp-Endura          | z.t.     |
| 10                         | Tony Hurel         | Team Europcar               | z.t.     |

| Algemeen klassement |                     |                             |          |
| Plaats              | Naam                | Ploeg                       | Tijd     |
| Blauwe trui         | Thor Hushovd        | BMC Racing Team             | 8u01'41" |
| 2                   | Kenny van Hummel    | Vacansoleil-DCM             | +00'03"  |
| 3                   | Sander Helven       | Topsport Vlaanderen-Baloise | +00'04"  |
| 4                   | Tom Van Asbroeck    | Topsport Vlaanderen-Baloise | +7"      |
| 5                   | Barry Markus        | Vacansoleil-DCM             | z.t.     |
| 6                   | Rüdiger Selig       | Team Katjoesja              | +9"      |
| 7                   | Marco Haller        | Team Katjoesja              | z.t.     |
| 8                   | Sep Vanmarcke       | Belkin Pro Cycling          | +10"     |
| 9                   | Matthias Friedemann | Champion System             | +11"     |
| 10                  | Kévin Van Melsen    | Accent Jobs-Wanty           | z.t.     |

### 3e etappe
De derde etappe startte weer vanuit Svolvær, maar ging deze keer noordoostwaarts. Via Straumnes en de noordzijde van de Lofoten ging de rit een klein stukje door de provincie Troms, om weer terug te keren naar de eilanden van Vesterålen, via Sortland naar Stokmarknes.
| Svolvær - Stokmarknes (201.5 km) |                     |                             |          |
| Plaats                           | Naam                | Ploeg                       | Tijd     |
| Winnaar                          | Nikias Arndt        | Argos-Shimano               | 4u40'29" |
| 2                                | Kenny van Hummel    | Vacansoleil-DCM             | z.t.     |
| 3                                | Barry Markus        | Vacansoleil-DCM             | z.t.     |
| 4                                | Benoit Drujon       | BigMat-Auber 93             | z.t.     |
| 5                                | Thor Hushovd        | BMC Racing Team             | z.t.     |
| 6                                | Jo Kogstad Ringheim | Team People4you-Unaas       | z.t.     |
| 7                                | Tom Van Asbroeck    | Topsport Vlaanderen-Baloise | z.t.     |
| 8                                | Haavard Blikra      | Team Oster Hus-Ridley       | z.t.     |
| 9                                | Jon Einar Bergsland | Oneco Cycling Team          | z.t.     |
| 10                               | Edvin Wilson        | Joker Merida                | z.t.     |

| Algemeen klassement |                   |                             |           |
| Plaats              | Naam              | Ploeg                       | Tijd      |
| Blauwe trui         | Kenny van Hummel  | Vacansoleil-DCM             | 12u42'07" |
| 2                   | Thor Hushovd      | BMC Racing Team             | +3"       |
| 3                   | Barry Markus      | Vacansoleil-DCM             | +6"       |
| 4                   | Nikias Arndt      | Argos-Shimano               | z.t.      |
| 5                   | Sander Helven     | Topsport Vlaanderen-Baloise | +7"       |
| 6                   | Tom Van Asbroeck  | Topsport Vlaanderen-Baloise | +9"       |
| 7                   | Tony Hurel        | Team Europcar               | +10"      |
| 8                   | Marco Haller      | Team Katjoesja              | z.t.      |
| 9                   | Rüdiger Selig     | Team Katjoesja              | +12"      |
| 10                  | Sven Erik Bystrøm | Team Oster Hus-Ridley       | z.t.      |

### 4e etappe
De vierde en laatste etappe startte in Sortland in de Vesterålen in Nordland en de rit sloot af in Harstad in Troms. Hoewel de vierde etappe - net als de tweede en derde - redelijk vlak was, was het uitzicht voor de toeschouwers des te mooier.
| Sortland - Harstad (155 km) |                  |                    |          |
| Plaats                      | Naam             | Ploeg              | Tijd     |
| Winnaar                     | Thor Hushovd     | BMC Racing Team    | 3u27'36" |
| 2                           | Paul Martens     | Belkin Pro Cycling | z.t.     |
| 3                           | Nikias Arndt     | Argos-Shimano      | z.t.     |
| 4                           | Russell Downing  | Team NetApp-Endura | z.t.     |
| 5                           | Kenny van Hummel | Vacansoleil-DCM    | z.t.     |
| 6                           | Tony Hurel       | Team Europcar      | z.t.     |
| 7                           | Maxime Vantomme  | Crelan-Euphony     | +3"      |
| 8                           | Magnus Børresen  | Oneco Cycling Team | z.t.     |
| 9                           | Bryan Nauleau    | Team Europcar      | +6"      |
| 10                          | Mathieu Drujon   | BigMat-Auber 93    | +8"      |

## Eindklassementen
| Plaats      | Naam             | Ploeg                       | Tijd      |
| ----------- | ---------------- | --------------------------- | --------- |
| Blauwe trui | Thor Hushovd     | BMC Racing Team             | 16u09'34" |
| 2           | Kenny van Hummel | Vacansoleil-DCM             | +9"       |
| 3           | Nikias Arndt     | Argos-Shimano               | +10"      |
| 4           | Tony Hurel       | Team Europcar               | +16"      |
| 5           | Paul Martens     | Belkin Pro Cycling          | +19"      |
| 6           | Tom Van Asbroeck | Topsport Vlaanderen-Baloise | +26"      |
| 7           | Marco Haller     | Team Katjoesja              | +27"      |
| 8           | Maxime Vantomme  | Crelan-Euphony              | +28"      |
| 9           | Magnus Børresen  | Oneco Cycling Team          | z.t.      |
| 10          | Barry Markus     | Vacansoleil-DCM             | +30"      |

| Plaats      | Naam             | Ploeg                       | Punten |
| ----------- | ---------------- | --------------------------- | ------ |
| Groene trui | Thor Hushovd     | BMC Racing Team             | 48     |
| 2           | Kenny van Hummel | Vacansoleil-DCM             | 40     |
| 3           | Nikias Arndt     | Argos-Shimano               | 25     |
|             |                  |                             |        |
| 5           | Tom Van Asbroeck | Topsport Vlaanderen-Baloise | 17     |

| Plaats    | Naam                 | Ploeg                       | Punten |
| --------- | -------------------- | --------------------------- | ------ |
| Rode trui | Lars Petter Nordhaug | Belkin Pro Cycling          | 20     |
| 2         | August Jensen        | Team Øster Hus-Ridley       | 8      |
| 3         | Paul Martens         | Belkin Pro Cycling          | 7      |
|           |                      |                             |        |
| 8         | Preben Van Hecke     | Topsport Vlaanderen-Baloise | 4      |

| Plaats     | Naam             | Ploeg                       | Tijd      |
| ---------- | ---------------- | --------------------------- | --------- |
| Witte trui | Nikias Arndt     | Argos-Shimano               | 16u09'44" |
| 2          | Tom Van Asbroeck | Topsport Vlaanderen-Baloise | +16"      |
| 3          | Marco Haller     | Katjoesja                   | +17"      |
|            |                  |                             |           |
| 5          | Barry Markus     | Vacansoleil-DCM             | +20"      |

| Plaats | Ploeg                         | Tijd      |
| ------ | ----------------------------- | --------- |
| 1      | Crelan-Euphony                | 48u30'23" |
| 2      | Team Europcar                 | +1"       |
| 3      | Unaas Cycling powered by Bliz | +5"       |